# Târgu Frumos
Târgu Frumos (« beau bourg » en roumain) est une ville de Moldavie roumaine, dans le județ de Iași. la ville est située à une cinquantaine de kilomètres du chef-lieu de Iași.
Au recensement de la population de 2011, Târgu Frumos comptait 10 475 habitants.
L'écrivain roumain Garabet Ibrăileanu naquit dans cette ville.